# Dichochrysa spadix
Dichochrysa spadix là một loài côn trùng trong họ Chrysopidae thuộc bộ Neuroptera. Loài này được Hölzel miêu tả năm 1988.